# Inessa Touchkanova
 (novembre 2018).
Si vous disposez d'ouvrages ou d'articles de référence ou si vous connaissez des sites web de qualité traitant du thème abordé ici, merci de compléter l'article en donnant les références utiles à sa vérifiabilité et en les liant à la section « Notes et références ».
Inessa Touchkanova ou Inessa Tushkanova (en ukrainien : Инесса Тушканова ; Verkhnodniprovsk, 17 juillet 1987) est une pilote de rallye et mannequin ukrainienne.

## Biographie
Née en Ukraine, Inessa Touchkanova vit en Russie. Elle est connue depuis le début des années 2000 pour ses photos dénudées parues notamment dans le magazine Playboy et qui lui servent à financer sa carrière de pilote.

### Carrière sportive
Inessa Tushkanova est une pilote de rallye depuis l'âge de 18 ans et court essentiellement en Europe. Elle pilote parfois également sur circuit. Elle tire de ses revenus de modèle les moyens financiers et de sponsoring pour sa passion du rallye. À noter que son écurie de rallye est basée en Estonie.